# Damian Adolph Dercum
Damian Adolph Dercum (* 1655 in Linz am Rhein; † um 1722) war ein deutscher Mediziner und Professor der Medizin in Würzburg.

## Leben
Damian Adolph Dercum studierte Medizin und wurde an der Universität Würzburg am 22. Mai 1685 bei Jacob Amling promoviert.
Dercum wurde zunächst Stadtphysicus in Bischofsheim an der Tauber. 1708 wurde er als Nachfolger von Philipp Wilhelm Virdung von Hartung Professor der Arzneiwissenschaft an der Universität Würzburg. Dercum wirkte als Zweiter Spitalarzt unter Johann Beringer am Juliusspital in Würzburg und las als Professor der Chirurgie etwa ab 1714 im Winterhalbjahr Semiologie und Anatomie und im Sommer Chirurgie. Daneben wirkte er als Fakultätsdekan an der Universität Würzburg.
Im März 1715 promovierte er seinen Sohn und Nachfolger Lorenz Anton Dercum mit dessen Dissertation zum chirurgischen Thema De vulneribus capitis.

## Schriften
- Dissertatio medica inauguralis de dysenteria. Herz, Würzburg 1684
- Integrum morborum, seu meteorerum insalubriurn mysterium, hoc est: Hostilis munimenti salutis invasio, .. demonstrantur .... impetrata licentia ... ab ... Friderico Wisner ... dum ... Jacobus Amling ... Damianum Adolphum Dercum, Rhenolincianum, Episcopii ad Tuberam poliatrum ... medicinae doctorem insigniet renuntiabitque. Zinck, Herbipoli 1685